# Stefanie Osenberg
Stefanie „Steffi“ Osenberg (* 14. Januar 1968 in Wuppertal) ist eine deutsche Handballtrainerin und ehemalige Spielerin, die früher in der Bundesliga aktiv war.

## Karriere
Osenberg begann im Jahr 1977 das Handballspielen. Die damalige Jugendnationalspielerin gewann im Jahr 1986 mit der A-Jugend vom TV Beyeröhde die deutsche Vize-Meisterschaft. Daraufhin wechselte sie zum Bundesligisten VfL Engelskirchen. Eine Saison später schloss sie sich dem Ligarivalen Bayer Leverkusen an. Nach einer Saison in Leverkusen kehrte Osenberg zum TV Beyeröhde zurück, mit dem sie als Spielerin und als Trainerin diverse Aufstiege feiern konnte. Zuletzt war die B-Lizenzinhaberin in der Saison 2011/12 als Trainerin der 3. Damenmannschaft vom TVB tätig. Ab dem Sommer 2012 trainierte sie die 2. Damenmannschaft von Bayer Leverkusen, die in der Oberliga antrat. Ab 2014 trainierte sie zwei Spielzeiten die Damenmannschaft vom TuS Wermelskirchen. Seit der Saison 2014/15 ist Osenberg als Auswahltrainerin im Handballkreis Wuppertal-Niederberg tätig. Im November 2016 wurde sie Co-Trainerin der A-Jugendmannschaft von Bayer Leverkusen. Ab dem 29. Oktober 2018 war sie beim HSV Solingen-Gräfrath als Co-Trainerin tätig, der 2019 in die 2. Bundesliga sowie 2023 in die Bundesliga aufstieg. Seit der Saison 2024/25 übt sie diesen Posten beim Zweitligisten Bergischer HC aus.

## Ehrungen
- 1984 – Wuppertaler Triangulum in Gold, als erste Jugendnationalspielerin im Handball Wuppertals